# Skellefteå landsförsamlings kyrka
Skellefteå landsförsamlings kyrka, vardagligt kallad Landskyrkan, är en kyrka i Skellefteå, omkring 1,5 km väster om stadens centrum. 

## Kyrkobyggnaden
Skellefteå landsförsamlings kyrka, vars stomme är av senmedeltida ursprung (uppförd omkring sekelskiftet 1500, är huvudkyrka i Skellefteå landsförsamling och landets största landskyrka. Vid slutet av 1700-talet byggdes kyrkan om till korskyrka i nyklassicistisk stil efter ritningar av arkitekten Jacob Rijf. Kyrkan invigdes omkring år 1800. Genom sin välbevarade exteriör är kyrkan ett av de främsta exemplen på nyklassicistisk sakral arkitektur i Sverige. Den har en i stort sett grekisk korsformad plan med ett centralt torn av trä. I korsmittens sydöstra hörn var altaret ursprungligen placerat. Och orgeln stod där koret i dag är beläget, i den östra korsarmen.
Sakristian är bevarad från 1507 och bland inventarierna märks främst Skelleftemadonnan från 1160-talet samt altarskåp, triumfkrucifix och skulpturen S:t Göran och draken från 1400-talet. Altartavlan är gjord av Carl Staaf och skänktes av makarna Clausén i samband med deras silverbröllop.
Kyrkan - som i dagligt tal kallas Landskyrkan -  ingår tillsammans med bland annat Bonnstan, Nordanåområdet, Storholmen, Rovön och Lejonströmsbron i riksintresset "Skellefteå sockencentrum" (AC 20 Skellefteå, västra delen) med motiveringen "Skellefteå sockencentrum, kyrkstad och marknadsplats vid den gamla kustlandsvägen, som berättar om platsens betydelse för bygdens kyrkliga, sociala och kommersiella liv sedan medeltiden."

## Orgel
- 1647 sätter Petter Hansson Thel, Gävle upp en orgel med 10 stämmor. Orgeln har två bälgar.[4]

| Manual       | Pedal      |
| Principal 4' | Flöjt 8'   |
| Flöjt 4'     | Gedackt 8' |
| Oktava 2'    | Oktava 4'  |
| Scharff 2'   | Trumpet 8' |
| Qvinta 3'    |            |
| Trumpet 4'   |            |

- 1784 bygger P. Qvarnström, Sundsvall en orgel av okänd storlek och disposition.
- 1872 sätter Per Larsson Åkerman upp en mekanisk orgeln om 30 stämmor med tillhörande fasad.
- 1915 flyttas orgeln från östra till västra korsarmen. Samtidigt utökas den med två stämmor och pneumatiseras.
- 1953-54 bygger A. Mårtenssons Orgelfabrik, Lund, om 59 stämmor fördelat på tre manualer och pedal. En hel del material fanns kvar från Åkermans orgel.
- 1977 renoveras orgeln. Ett nytt spelbord byggs med en fjärde manual byggs, dessutom utökas antalet stämmor samt alla överföringar byts ut och går från elektropneumatiska till att bli elektriska. Orgeln har vid denna tidpunkt 67 stämmor.
- 2008 byggs nuvarande orgel av Grönlunds Orgelbyggeri. Både klangligt och tekniskt innebar nybygget en återgång till P. L. Åkermans orgel från 1872. Såväl gammalt pipmaterial från orgeln samt tre väderlådor från en annan orgel från samma byggnadsperiod i Växjö domkyrka har återanvänts. Instrumentet omfattar nu 41 stämmor fördelat på tre manualer och pedal.[5][6]

| Manual I            | Manual II             | Manual III         | Pedal            | Koppel      |
| ------------------- | --------------------- | ------------------ | ---------------- | ----------- |
| Principal 16'       | Borduna 16'           | Violinprincipal 8' | Principal 16'    | II/I        |
| Principal 8'        | Principal 8'          | Rörflöjt 8'        | Subbas 16'       | III/I       |
| Flûte harmonique 8' | Dubbelflöjt 8'        | Salicional 8'      | Ekobas 16'       | III/I       |
| Gamba 8'            | Fugara 8'             | Voix celeste 8'    | Qvinta 12'       | I/P         |
| Borduna 8'          | Octava 4'             | Violin 4'          | Violoncell 8'    | II/P        |
| Octava 4'           | Flûte octaviante 4'   | Ekoflöjt 4'        | Gedackt 8'       | III/P       |
| Flûte octaviante 4' | Piccolo harmonique 2' | Flageolette 2'     | Octava 4'        | I 4'/I      |
| Octava 2'           | Rauschqvint 2 chor    | Oboe 8'            | Contrafagott 32' | III 16'/III |
| Mixtur 3 chor       | Dulcian 16'           | Tremulant          | Basun 16'        |             |
| Cornett 3 chor      | Corno 8'              |                    | Trumpet 8'       |             |
| Trumpet 16'         | Clarinette 8'         |                    |                  |             |
| Trumpet 8'          | Tremulant             |                    |                  |             |

## Bilder

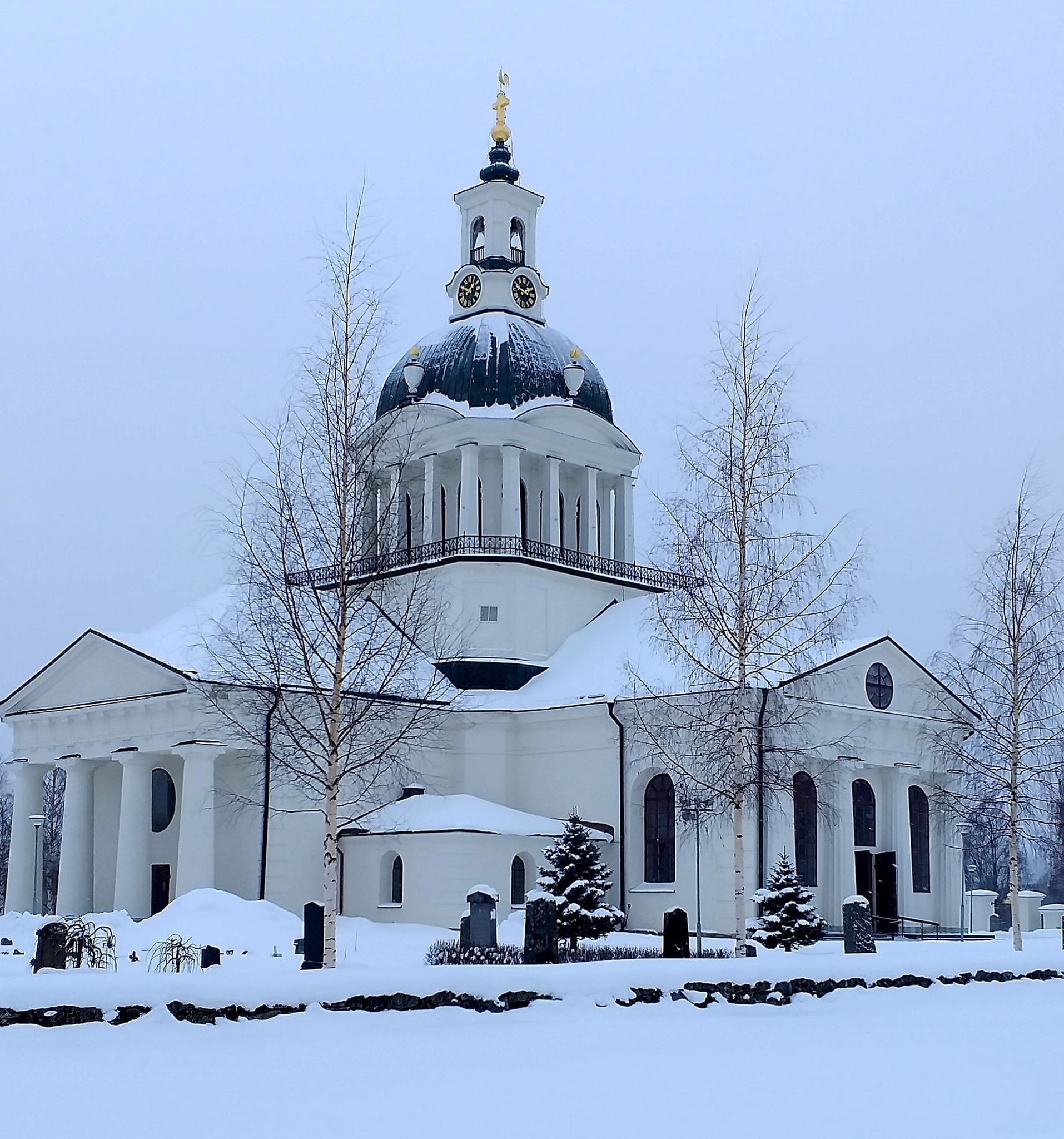
Landskyrkan i vinterskrud.
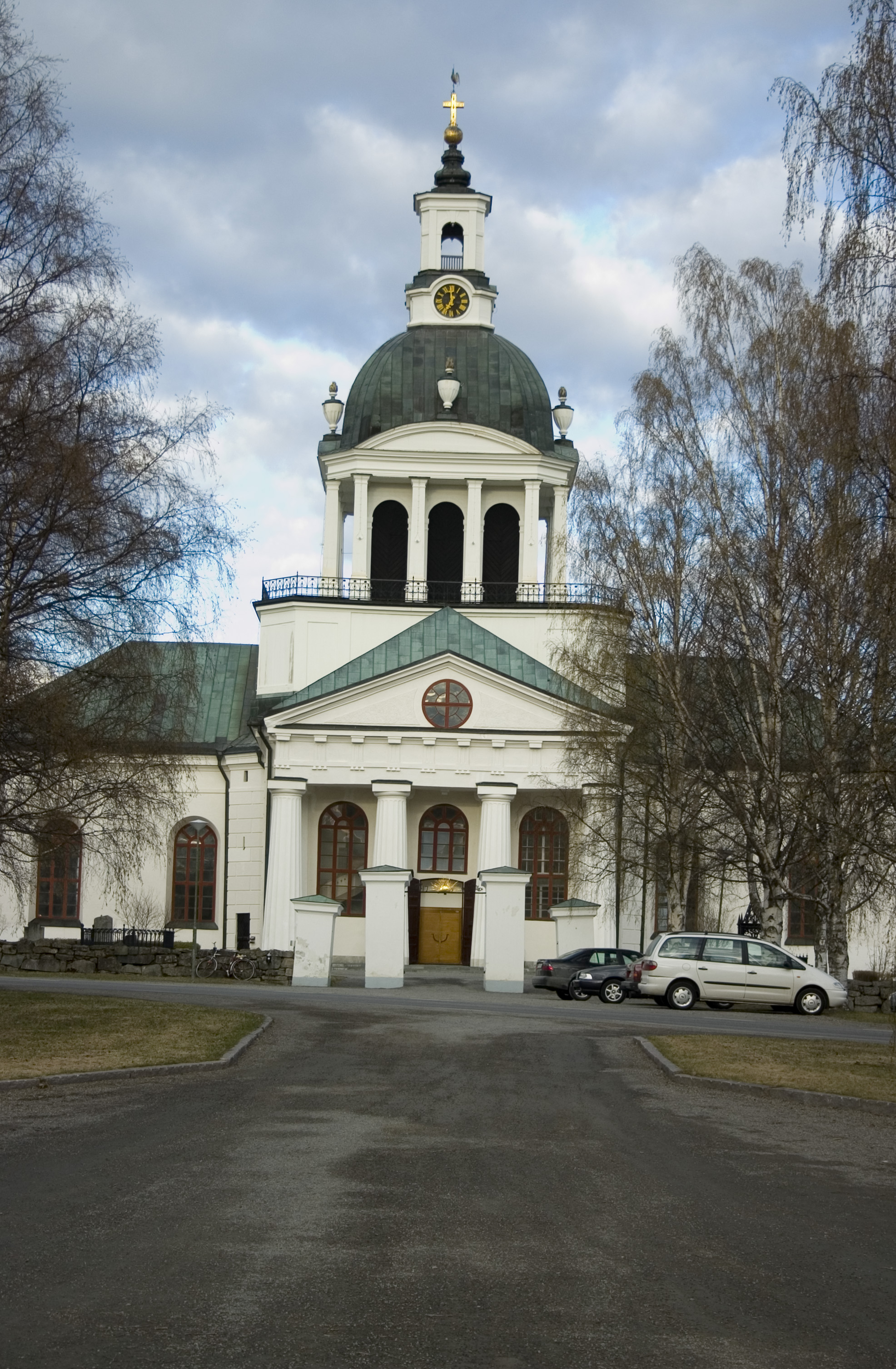
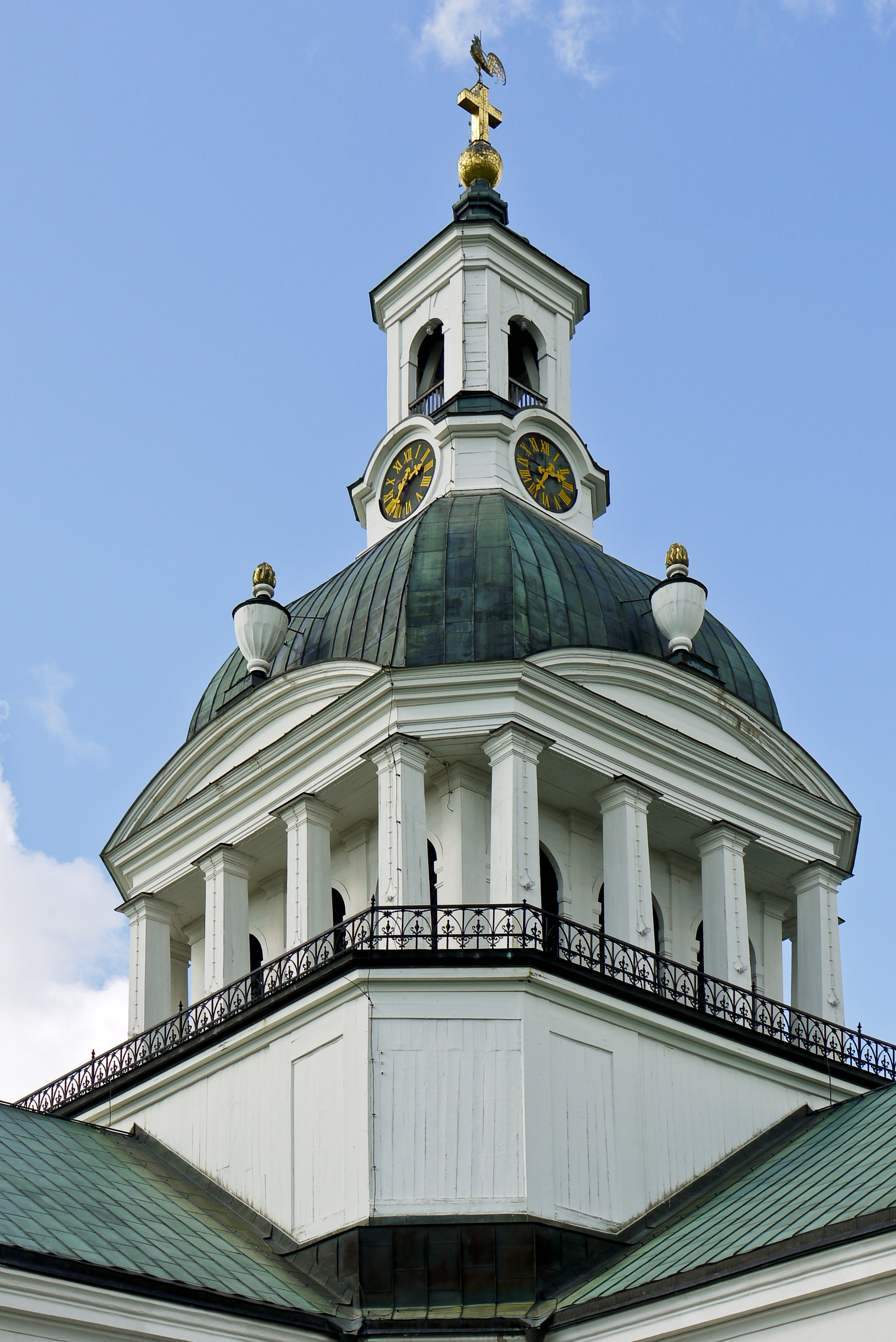
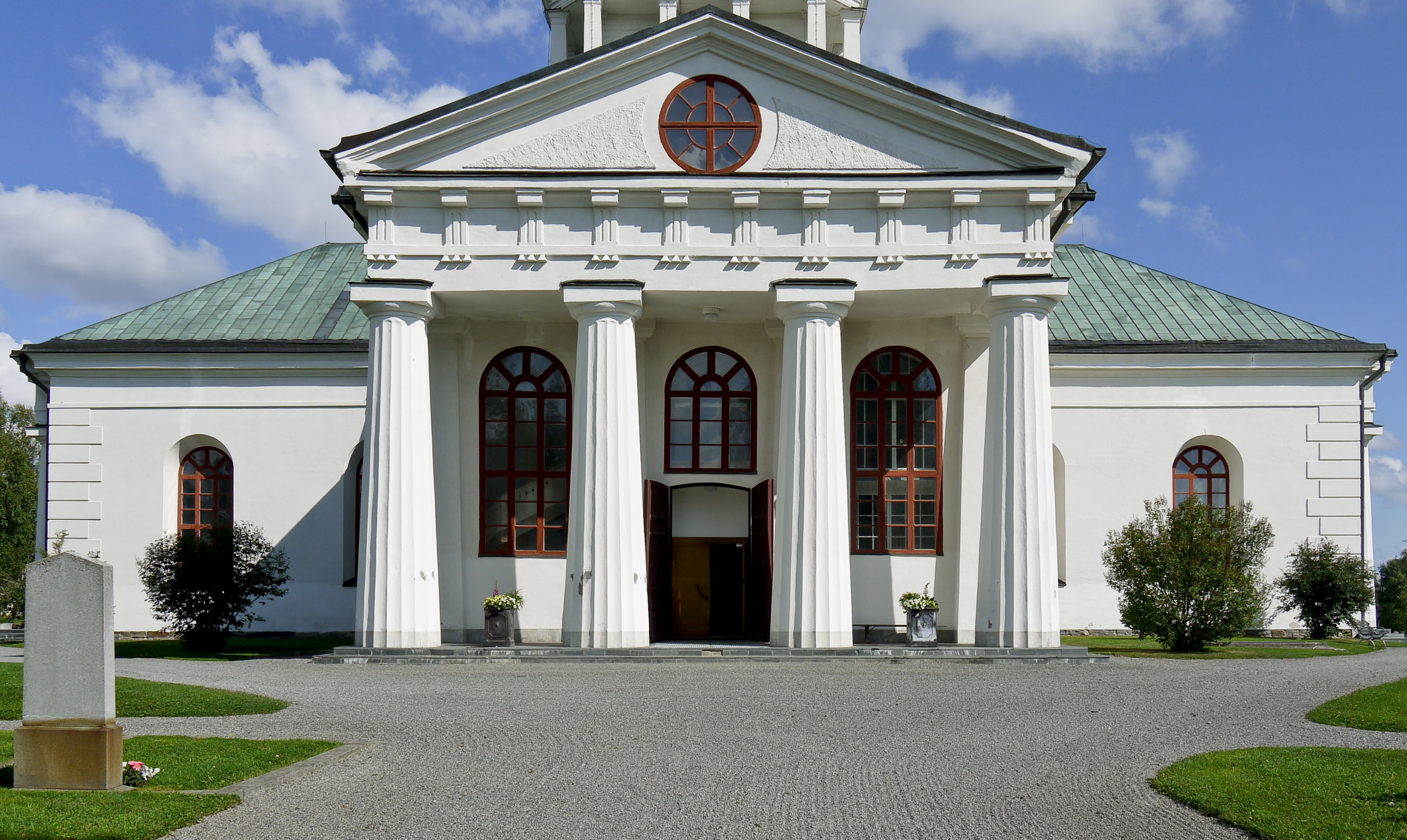
Korsarmarnas gavlar har doriska kolonnportiker under triangulära fält
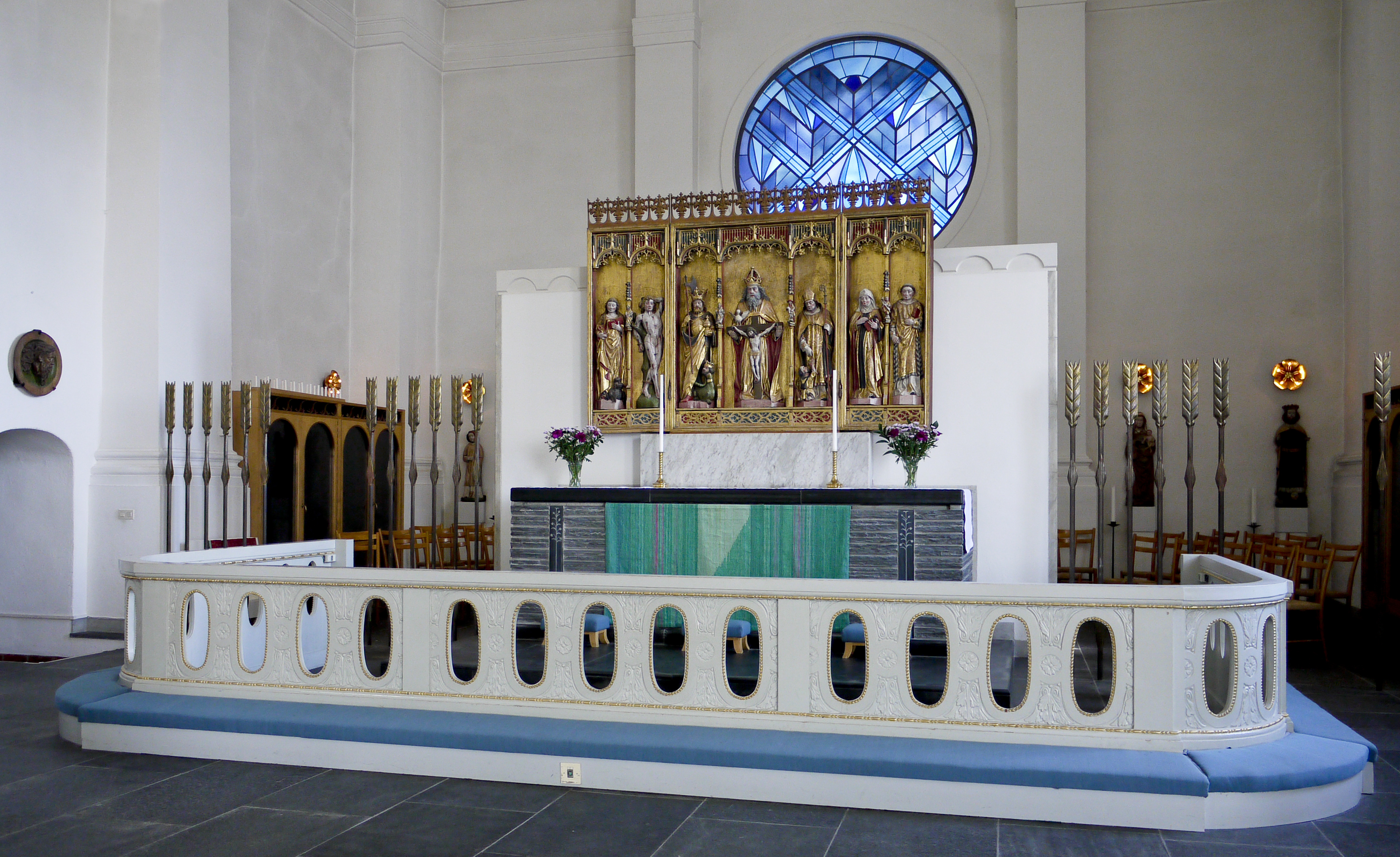
Altaret är från 1964 och är murat i liggande skiffer.
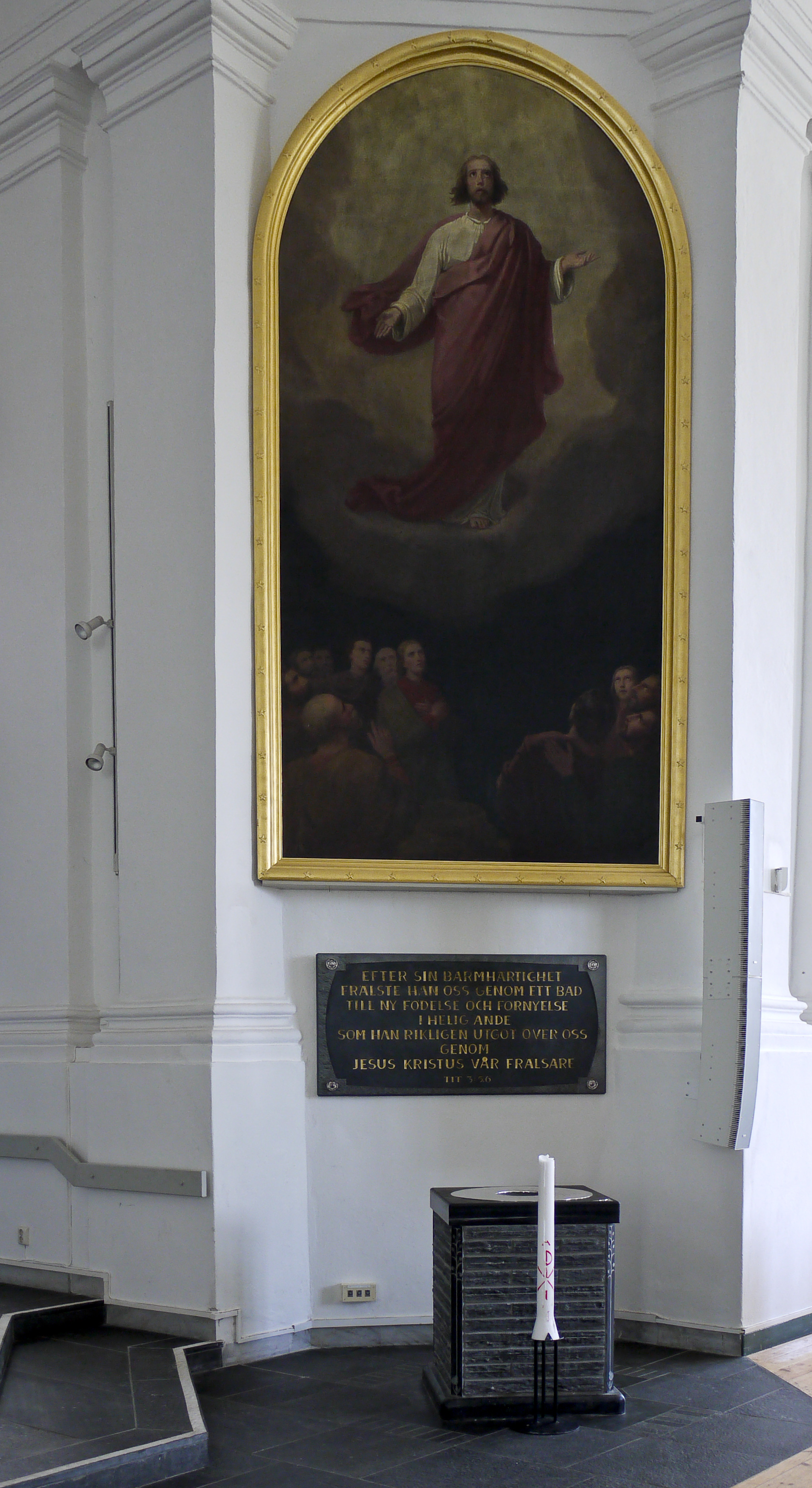
Dopfunt av skiffer från Offerdal. Bibeltext Tit. 3:5-6. Tidigare altartavlan "Himmelfärdstavlen" är målad av Carl Theodor Staaf. Den skänktes till kyrkan 1851 och flyttades 1916 till korsmitten. Dopskålen är från 1964, Sven Arne Gillgren.
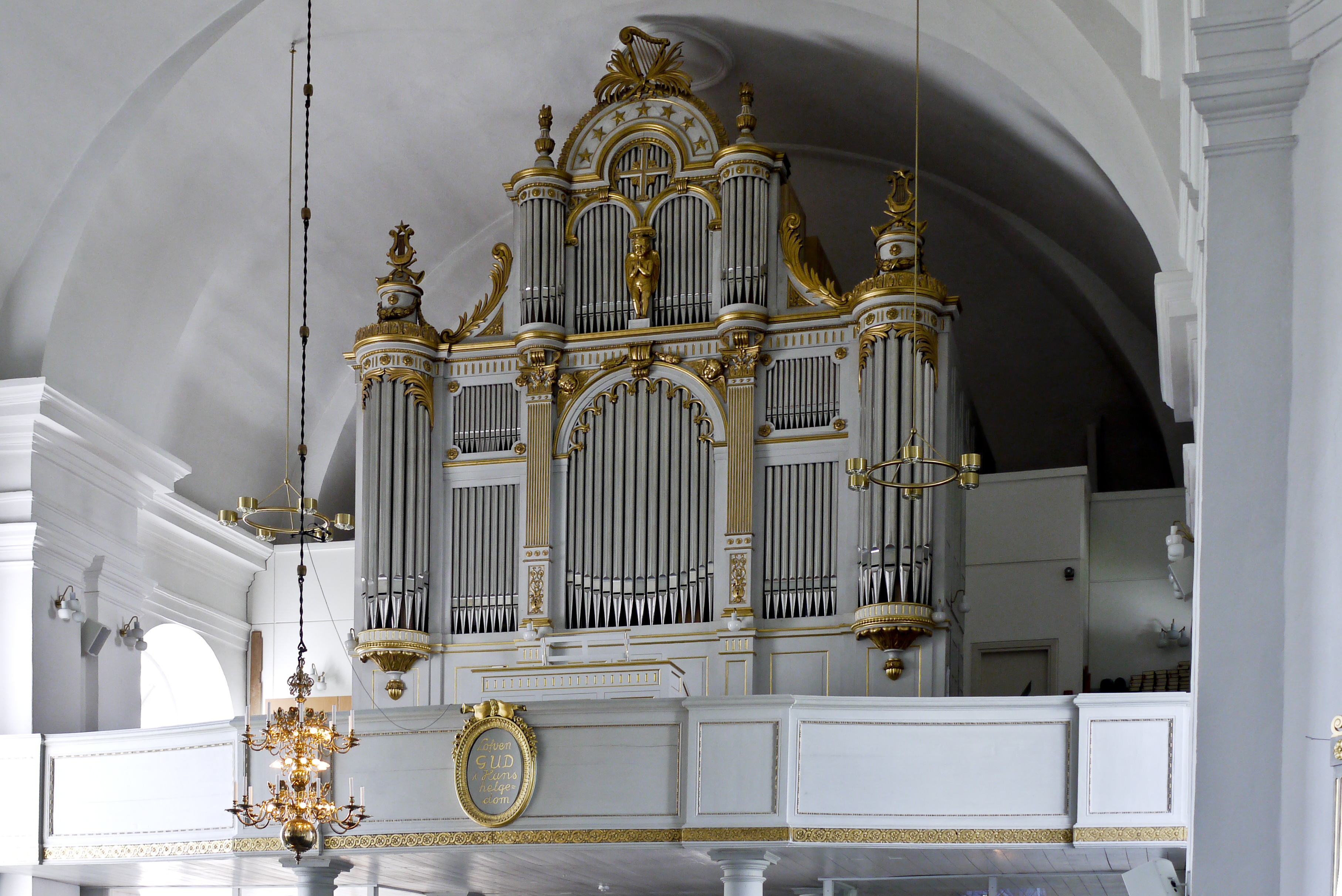
Orgelfasaden är från 1872, innanmätet från 2008, Grönlunds Orgelbyggeri i Gammelstad, Luleå.

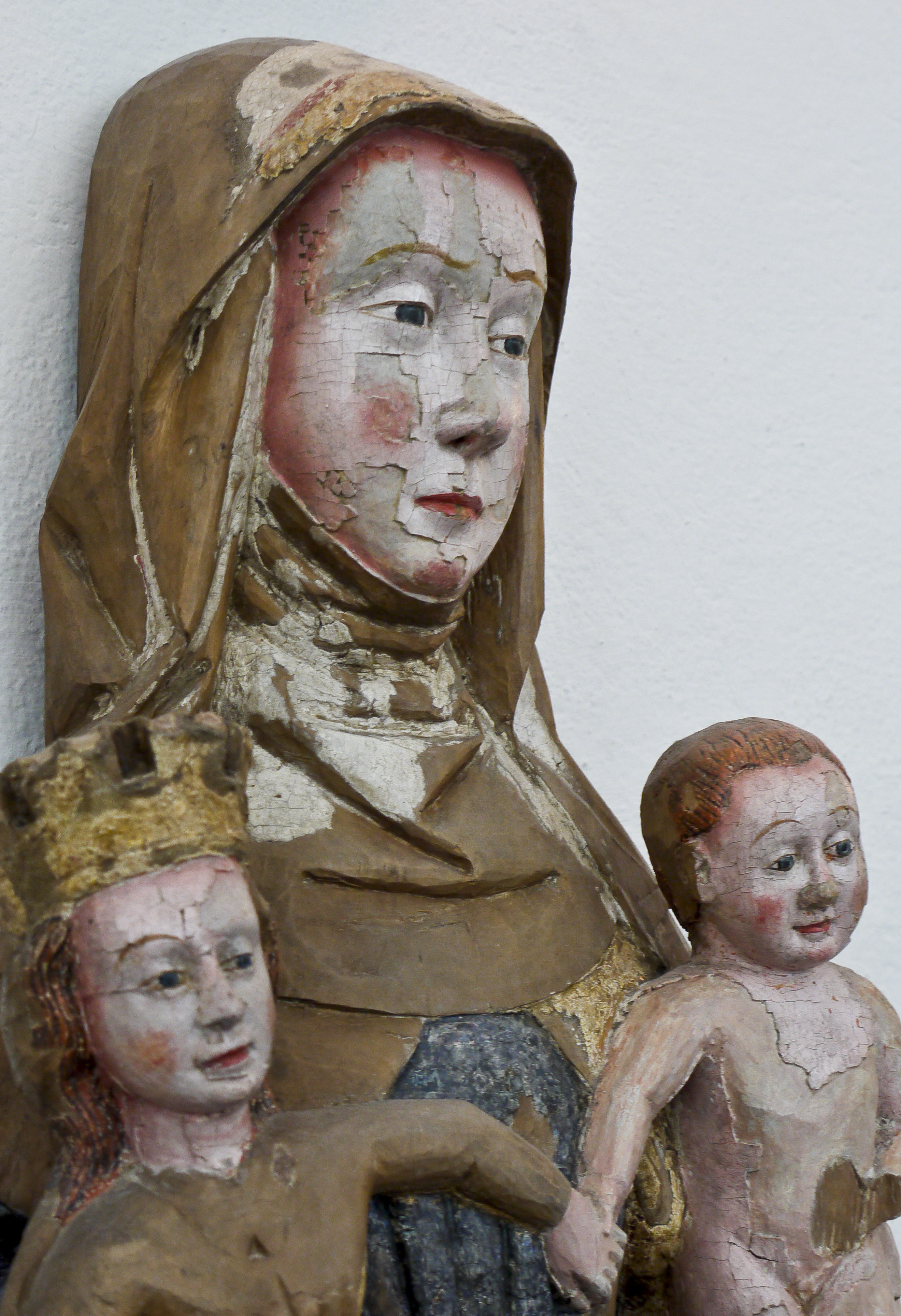
Sankta Anna, omkring 1500.
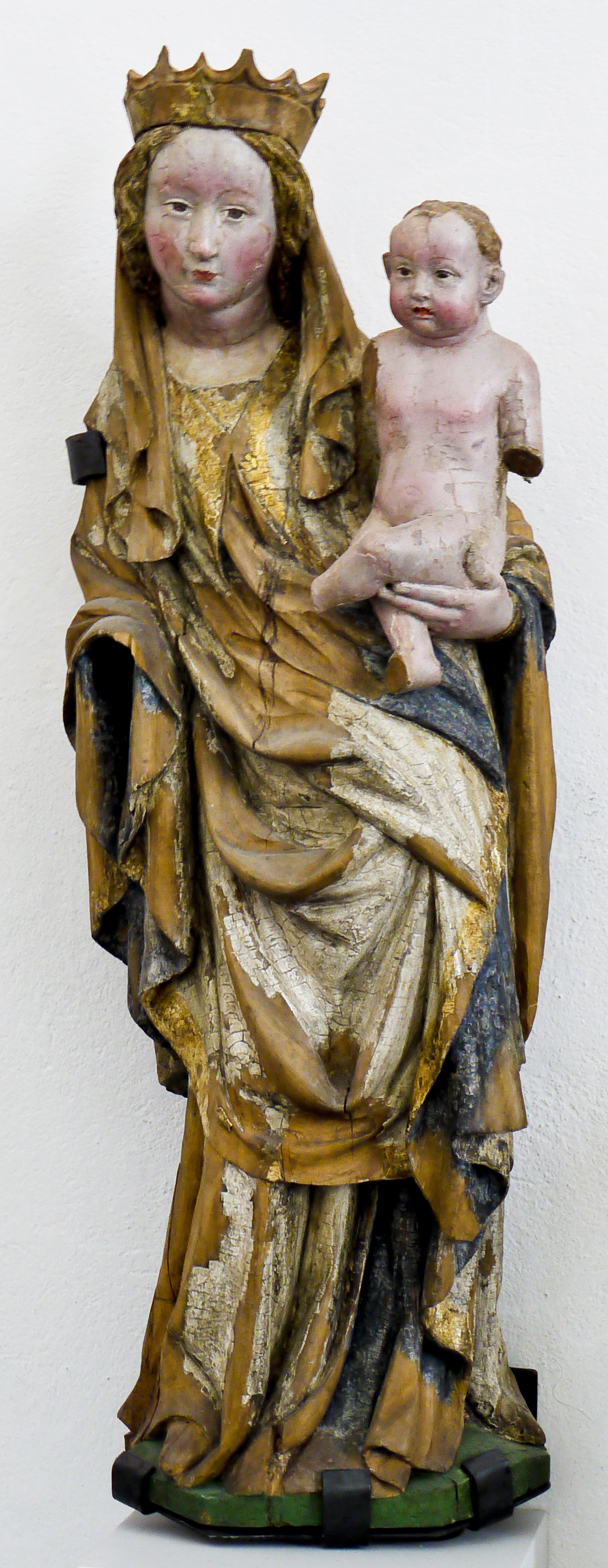
Maria med barnet, 1400-talets början
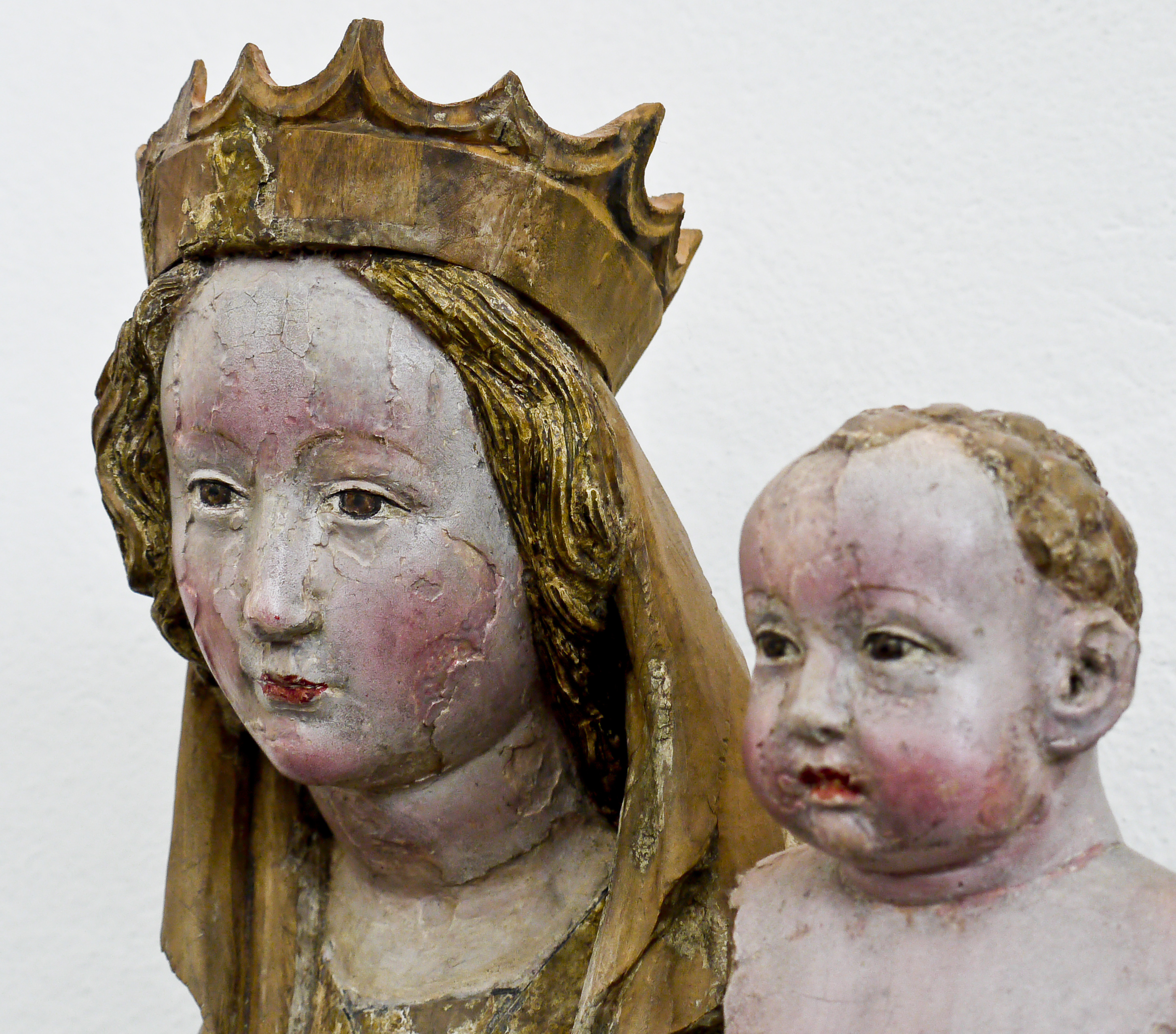
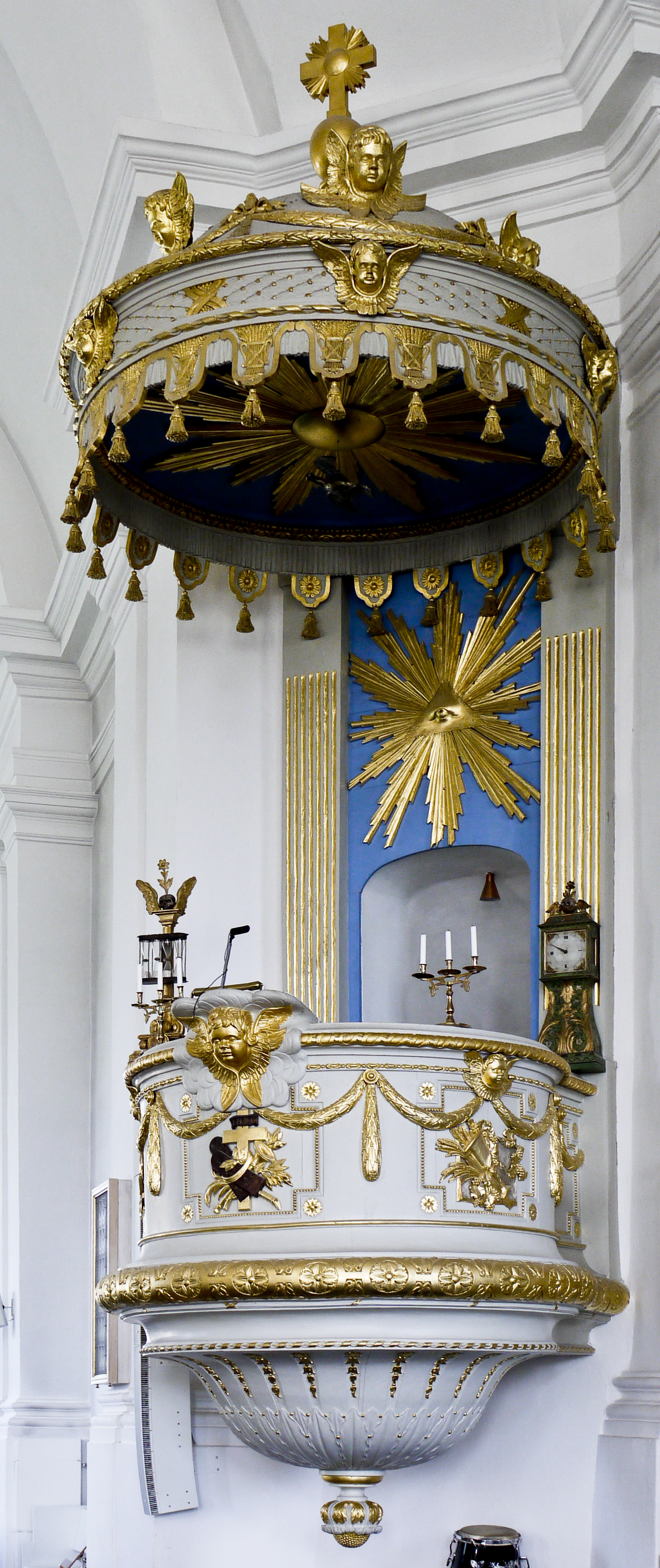
Predikstolen, skänkt till kyrkan 1648. Predikstolsuret från 1759 är det äldsta i landet.

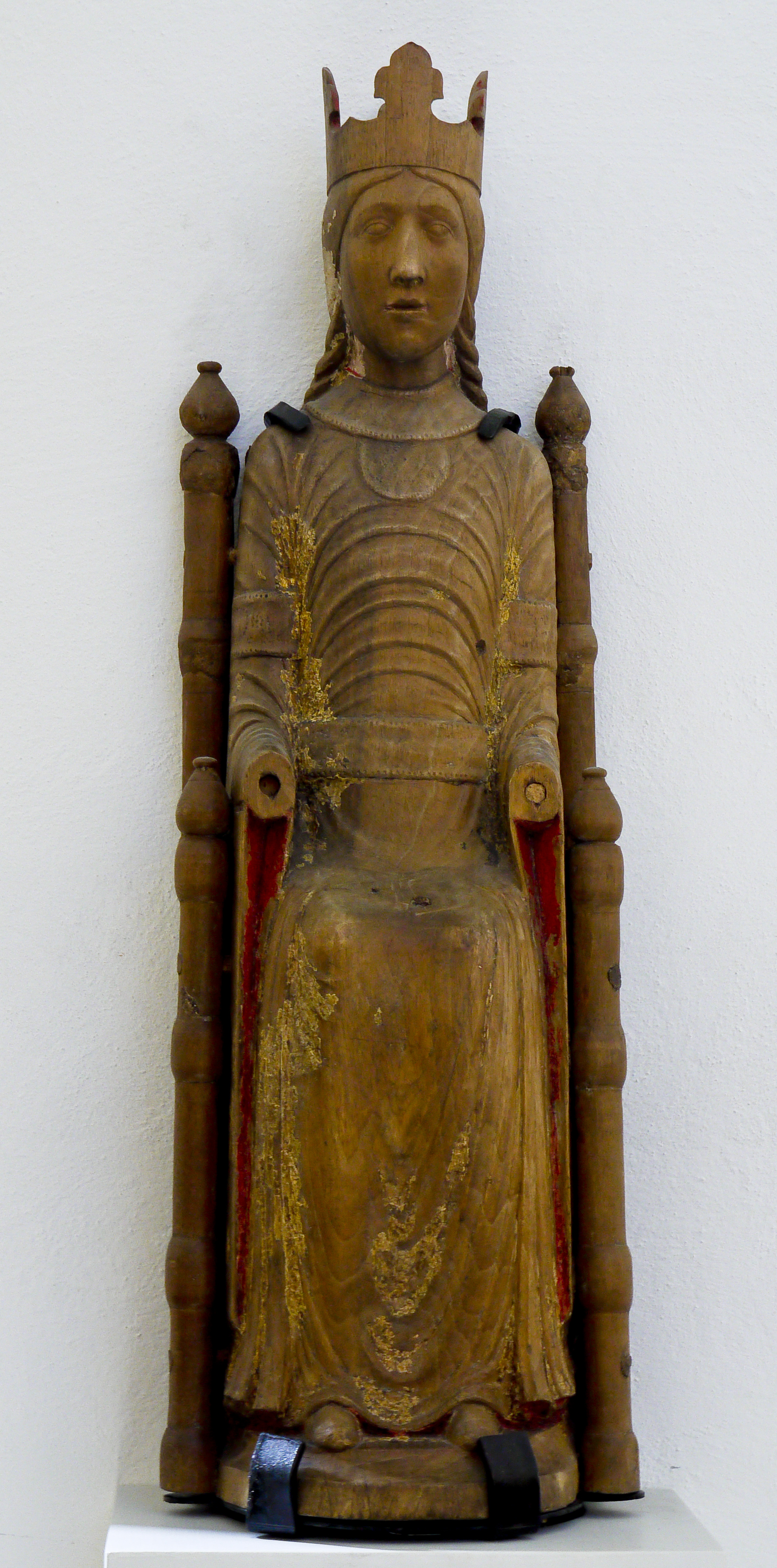
Skelleftemadonnan, 1200-talet. Jesusbarnet saknas.
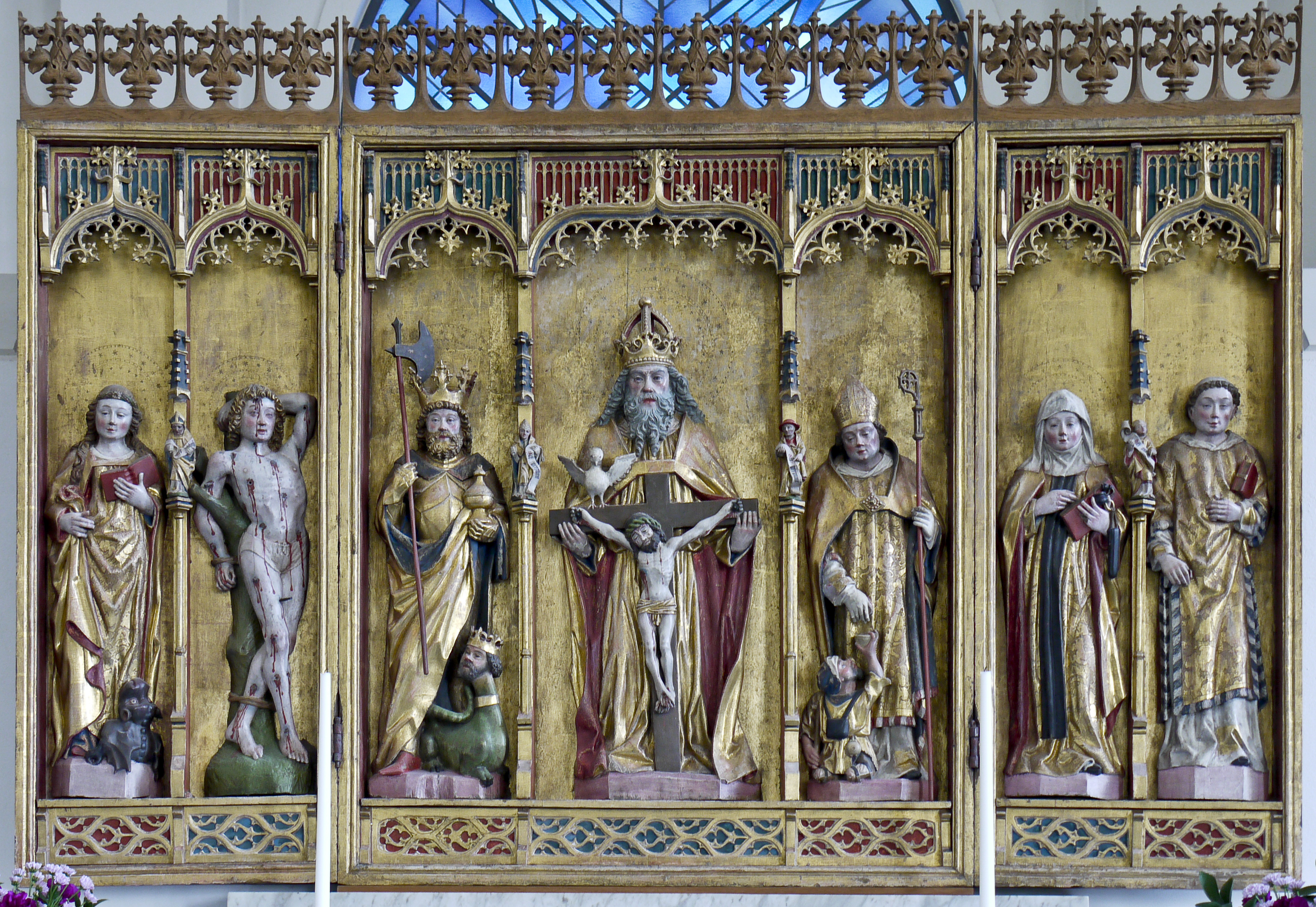
Altarskåpet med (fr.v.) Sankta Margareta, Sankt Sebastian, Sankt Olof, Den heliga Treenigheten, Sankt Martin av Tours, Sankta Birgitta och Sankt Laurentius
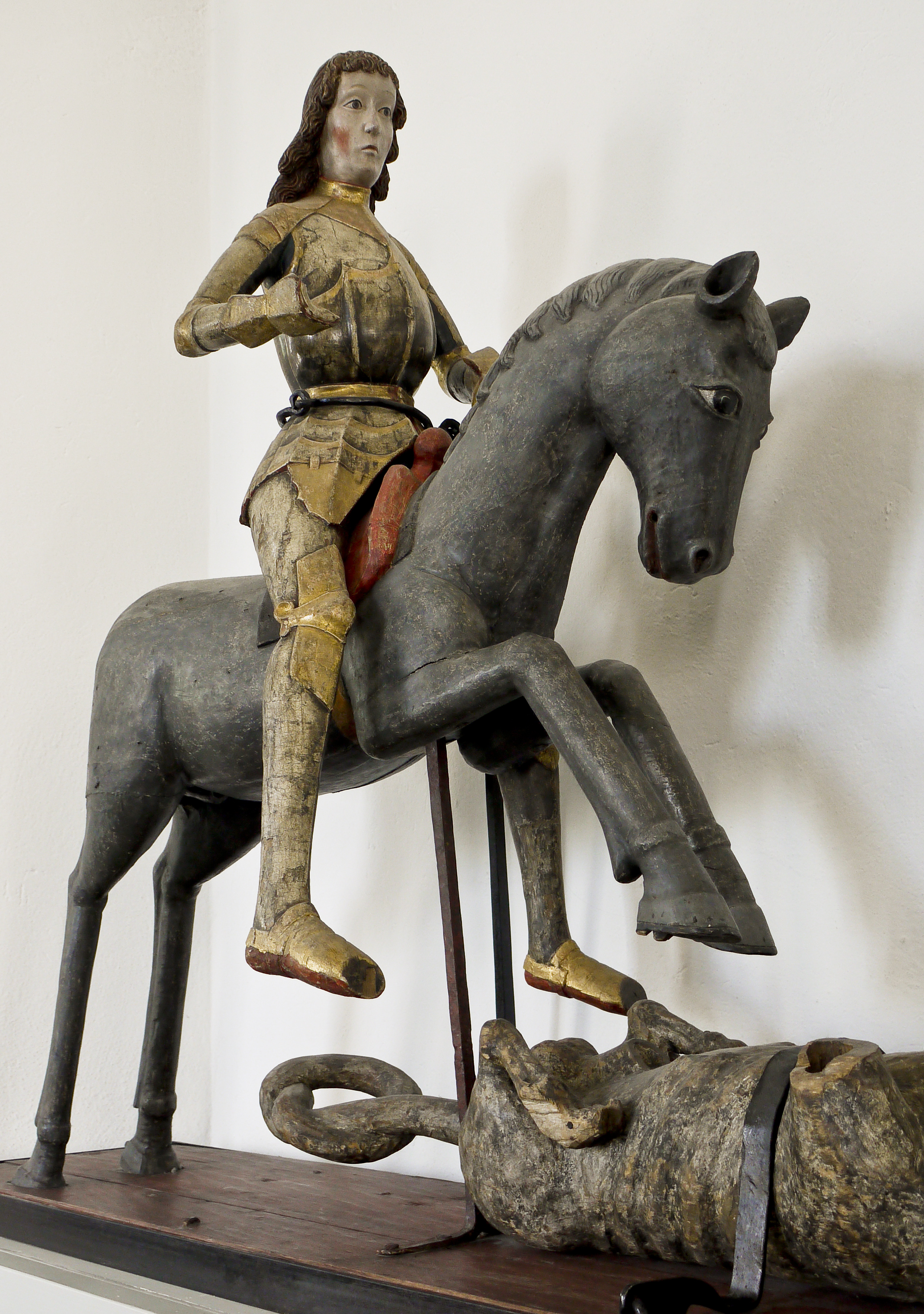
Sankt Göran och draken, norrländskt träsnideri, 1400-tal.